# Liberté de Gandon d'après Delacroix
La Liberté de Gandon d'après Delacroix est une série de timbres d'usage courant émis en France du 4 janvier 1982 au 21 septembre 1990.
Elle est remplacée en 1989 par la Marianne du Bicentenaire. 

## Description

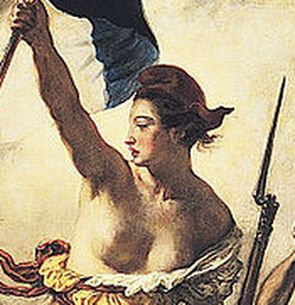
Détail du tableau La Liberté guidant le peuple ayant servi de modèle au timbre de Gandon.

Cette Marianne, allégorie de la République française, est extraite d'un tableau du peintre Eugène Delacroix, La Liberté guidant le peuple, qui illustrait alors également les billets de banque français de cent francs.
Gravé par Pierre Gandon et imprimé en taille-douce, ce timbre porte la mention « République française » pour le nom du pays, en remplacement de la mention « France » de 1975 à 1981.

## Histoire
Le président de la République François Mitterrand, élu en mai 1981 souhaita changer de timbre d'usage courant, ne trouvant la Sabine de Gandon d'après David pas assez conforme aux principes républicains. 
Il choisit un autre des projets soumis par Pierre Gandon en 1976, celui de la Liberté. Le graveur reprend la maquette et prépare cette nouvelle série à l'âge de 82 ans. D'autres maquettes sur le même thème sont également préparées par Jacques Jubert et son équipe.
Les premières valeurs de la lettre et d'appoint sont émises le 4 janvier 1982 puis réédition partielle le 5 mars 1985.

## Émissions commémoratives
En 1987 et 1988, le type Liberté sert à trois émissions spéciales :
- deux nouvelles émissions pour annoncer l'exposition philatélique Philexfrance 1989 : avec une vignette se-tenant, puis un timbre d'un seul tenant (en forme droite).
- Pour faire connaître davantage au public la monnaie unique européenne (alors nommée ECU), le 2,20 francs rouge est surchargé en noir de sa contre-valeur nominale de 0,31 ECU.

## Saint-Pierre-et-Miquelon
De 1976 à 1985, le territoire d'outre-mer de Saint-Pierre-et-Miquelon devient un département d'outre-mer et utilise donc les timbres-poste de France métropolitaine. En 1985, l'archipel prend le statut de collectivité territoriale et obtient, entre autres, l'autonomie philatélique et postale.
Le 4 février 1986, sont émis des timbres au type Liberté surchargés « ST-PIERRE / ET / MIQUELON » en noir. Ils ne peuvent être utilisés que sur le courrier au départ de l'archipel vers la métropole. Le timbre-annonce Philexfrance 89 de 1988 est également émis de cette façon.
Par la suite, certains tirages des nouvelles séries d'usage courant de France reçoivent cette surcharge. La pratique est reprise abondamment en 1997 quand Mayotte devient autonome en matière philatélique.